# Augusto Agero
Augusto Agero (Madrid, 12 de julio de 1880-París, 13 de septiembre de 1946) fue un escultor español que se estableció en la capital de Francia en 1901, donde pasó el resto de su vida y participó en la génesis y desarrollo del Cubismo. Relacionado con los artistas, poetas y cronistas de la vanguardia, participó con otros cubistas en las exposiciones realizadas en París, Barcelona, Ruan y Berlín entre los años 1909 y 1913.

## Biografía
Augusto Agero –con el nombre completo de Augusto Agero Pérez, y conocido en Francia como Auguste Agero– fue el segundo de cinco hermanos en una familia cuyo padre era agente de aduanas y agente comercial de una empresa de ferrocarriles. Realizó su formación artística en la Real Academia de Bellas Artes de San Fernando, entonces denominada Escuela Especial de Pintura, Escultura y Grabado de Madrid, coincidiendo en las clases, entre otros, con Pablo Picasso.
En 1901 marchó a París pensionado por el Ayuntamiento de Madrid. Residió inicialmente en Montparnasse y posteriormente en Montmartre. Vivió y trabajo durante bastantes años en el edificio conocido como "Bateau-Lavoir" donde fue amigo y convecino de Pablo Picasso y Juan Gris. De hecho, Pablo Picasso y su pareja Fernande Olivier fueron testigos de su boda. Su convivencia con Anne Marie Mériglier dio como fruto el nacimiento de dos varones, aunque el matrimonio se separó en 1916. El transcurso posterior de la vida de Agero es poco conocido. Firmante del manifiesto de apoyo a Francia realizado por el "Comité de apoyo español" en París al inicio de la Primera Guerra Mundial, participó en la lucha interior contra la invasión alemana de Francia durante la Segunda Guerra Mundial, siendo encarcelado y recompensado al final de la misma con la Medalla de la Resistencia francesa. Fue miembro de la Unión de Intelectuales Españoles (U.I.E) en Francia. Falleció en París en septiembre de 1947, a los 66 años de edad.
A partir de su presencia en el "Bateau-Lavoir" y dada su cercanía con el núcleo cubista formado por Pablo Picasso, Georges Braque y posteriormente Juan Gris, se relacionó con gran parte de los artistas, poetas y críticos vinculados al arte de vanguardia y, en especial al Cubismo. Entre otros Guillaume Apollinaire, Max Jacob, Maurice Raynal, Pierre Reverdy, Jacques Nayral, Francis Carco, Alexandra Exter, Albert Gleizes, Jean Metzinger, Louis Marcoussis, Jacques Lipchitz.  

## Obra artística
El conocimiento de la obra artística del escultor es muy limitado. De sus obras conocidas buena parte lo son a través de publicaciones de la época. Augusto Agero se estableció en París a los 20 años de edad por lo que de su trabajo realizado en España solamente nos han llegado dos creaciones: un desnudo femenino titulado "Filosofía Temprana" y un busto del General Torrijos,José María de Torrijos y Uriarte. Su primera obra realizada en París, por encargo del Ayuntamiento de Madrid, es un boceto para la estatua del Marqués de Salamanca, José de Salamanca y Mayol. Las tres obras, en el Museo de Historia de Madrid y realizadas en escayola, son plenamente académicas y muestran un alto nivel técnico y una buena capacidad expresiva y en las proporciones. 
En su creación francesa destacan sus obras que se exhibieron en las exposiciones en las que participaron los artistas cubistas desde 1910 a 1913.
Su escultura, de formato reducido, representa casi siempre la figura humana y tiene varias constantes: la influencia de culturas europeas pasadas (ibérica, clásica grecorromana, medieval) y especialmente de las culturas primitivas africanas y polinesias tan cercanas al imperio francés; la modernidad impactante en la representación de figuras cuyas leves deformaciones trasladan al espectador -sobre todo a sus contemporáneos- una sensación de irrealidad; la construcción -en línea con los planteamientos cubistas- mediante planos geométricos pero que no descomponen la concepción de la figura y que, depurados, domesticados, consiguen una sublimación de los rasgos con una fuerte connotación de lirismo.
Destaca también la versatilidad del artista en cuanto a su obra, que se expresa en todos los materiales: piedra, madera, yeso, bronce, metal repujado y pintura.

## Exposiciones y obra en instituciones
Las exposiciones  en las que participó en vida Augusto Agero corresponden a los años 1909 a 1913, que coinciden con las exhibiciones colectivas donde el Cubismo hizo su presentación y principió el interés de la crítica por este movimiento.
-1909: Salón de Otoño. París.
-1910: Salón de los Independientes. París.
-1911: Salón de los Independientes. París.
-1912. Salón de los Independientes. París; Exposició d'Art Cubista. Barcelona; Exposition de la Societé Normande de Peinture Moderne. Ruan; Salon de la Section d'Or. París; Juryfreie Ausstellung. Berlín.
-1913. Salón de los Independientes. París
También presentó obras en:
-1932. Exposición colectiva  Studio de la Librairie de l'Opera. París
-1933. Salón de los Independientes. París
Tras su muerte, sus obras en museos han sido exhibidas en exposiciones colectivas en España (Valencia, Madrid); Francia (París, Châteauroux, Montpellier) y Reino Unido (Londres).
Sus obras se encuentran en:
-Museo de Historia de Madrid.
-Instituto Valenciano de Arte Moderno (IVAM).
-Museo Sainte-Croix. Poitiers (Francia) 